# Funky Divas
Funky Divas è il secondo album in studio del gruppo statunitense En Vogue, pubblicato nel marzo del 1992 e prodotto da Thomas McElroy e Denzil Foster. L'album si è rivelato un grande successo, superiore a quello dell'album precedente, essendo riuscito a ottenere la certificazione di tre dischi di platino dalla RIAA in un solo anno. Inoltre i quattro singoli estratti dall'album sono tutti entrati nella top20 della classifica statunitense. L'album ha ottenuto anche un buon successo di critica e numerosi riconoscimenti tra i premi musicali più importanti, tra cui un American Music Award e un Soul Train Music Award. Il disco è stato nominato anche ai Grammy Awards del 1993 come Miglior Album R&B. Funky Divas è stato inserito in diverse classifiche curate da riviste del settore, riguardanti i migliori album degli anni 1990, tra cui quella di Rolling Stone.

## Ricezione
L'album ha debuttato direttamente alla prima posizione della classifica R&B statunitense di Billboard e al numero 8 di quella generale. Grazie al successo dei quattro singoli estratti, il disco è rimasto per molto tempo nella classifica statunitense, e in un anno è riuscito a vendere oltre tre milioni di copie in patria, ottenendo il triplo disco di platino dalla RIAA il 24 marzo 1993.
Nel Regno Unito l'album ha debuttato al numero 26 in classifica nel maggio del 1992 senza ottenere particolare clamore, ma è poi rientrato in classifica nel gennaio 1993 fino a raggiungere la posizione numero 4. Il disco ha ottenuto la certificazione di disco d'oro dalla BPI nel Regno Unito il 1º gennaio 1993.
L'album ha venduto un totale di cinque milioni di copie in tutto il mondo.

### Classifiche
| Classifica (1992)                 | Posizione raggiunta |
| --------------------------------- | ------------------- |
| Nuova Zelanda                     | 36                  |
| Paesi Bassi                       | 37                  |
| Svezia                            | 31                  |
| Regno Unito                       | 4                   |
| U.S. Billboard 200                | 8                   |
| U.S. Billboard R&B/Hip-Hop Albums | 1                   |

## Riconoscimenti
L'album ha ottenuto nomination a numerosi premi musicali, vincendo in diversi casi. Ha ricevuto una nomination ai Grammy Awards del 1993 nella categoria Miglior Interpretazione R&B di un Gruppo o un Duo, mentre il singolo My Lovin' (You're Never Gonna Get It) è stato nominato come Miglior canzone R&B.
Agli American Music Award dello stesso anno l'album ha permesso alle En Vogue di ricevere due nomination, una come Miglior Gruppo/Band/Duo R&B/Soul e un'altra come Miglior Album R&B, vincendo in quest'ultimo caso. Il disco è stato premiato anche ai Soul Train Music Awards del 1993 come Miglior Album R&B/Soul di un Gruppo, Band o Duo; il disco era nominato anche in altre categorie tramite i singoli estratti, mentre le En Vogue hanno ricevuto durante la stessa premiazione anche il premio speciale "Sammy Davis Jr. Award for Entertainer of the Year".
La rivista Rolling Stone ha inserito l'album nella sua lista dei "100 Migliori Album degli anni 1990" al 60º posto, affermando che le cantanti "appaiono acute [...] lungo i confini tra hip-hop e R&B".

## Tracce
| #   | Titolo                                  | Durata | Interprete principale                                     | Autori                        |
| --- | --------------------------------------- | ------ | --------------------------------------------------------- | ----------------------------- |
| 1.  | "This Is Your Life"                     | 5:05   | Terry Ellis (intro parlato: En Vogue)                     | Denzil Foster, Thomas McElroy |
| 2.  | "My Lovin' (You're Never Gonna Get It)" | 4:42   | Maxine Jones/Dawn Robinson                                | Foster, McElroy               |
| 3.  | "Hip Hop Lover"                         | 5:13   | Jones/Ellis (interprete secondaria: Robinson)             | Foster, McElroy               |
| 4.  | "Free Your Mind"                        | 4:52   | Cindy Herron/Robinson/Ellis/Jones (spoken intro by Ellis) | Foster, McElroy               |
| 5.  | "Desire"                                | 4:01   | Ellis/Herron                                              | Foster, McElroy               |
| 6.  | "Giving Him Something He Can Feel"      | 3:56   | Robinson                                                  | Curtis Mayfield               |
| 7.  | "It Ain't over Till the Fat Lady Sings" | 4:13   | Robinson (interprete secondaria: Jones)                   | Foster, McElroy               |
| 8.  | "Give It Up, Turn It Loose"             | 5:13   | Jones (intro parlato: En Vogue)                           | Foster, McElroy               |
| 9.  | "Yesterday"                             | 2:30   | Herron                                                    | John Lennon, Paul McCartney   |
| 10. | "Hooked on Your Love"                   | 3:35   | Ellis                                                     | Mayfield                      |
| 11. | "Love Don't Love You"                   | 3:56   | Ellis/Herron (parlato: Herron)                            | Foster, McElroy               |
| 12. | "What Is Love"                          | 4:19   | Jones/Herron (parlato: by Ellis)                          | Foster, McElroy               |
| 13. | "Thanks (Prayer)"                       | 0:43   | Herron (interprete secondaria: Jones, Ellis and Robinson) | Foster, McElroy               |